# Styrax guianensis
Styrax guianensis là một loài thực vật có hoa trong họ Bồ đề. Loài này được Aubl. miêu tả khoa học đầu tiên.